# Дзаннетакис, Дзаннис
Дзаннис Дзаннетакис (греч. Τζαννής Τζαννετάκης; 13 сентября 1927, Йитион, Пелопоннес, Греция — 1 апреля 2010, Афины, Греция) — греческий политический деятель, премьер-министр Греции (1989).

## Биография
Начал карьеру на морском флоте. После окончания военно-морской академии — морской офицер, комендант канонерской лодки Лакос, а позже — подводной лодки. На следующий день после военного переворота 1967 г. во главе с Георгиосом Пападопулосом уволился с военной службы в знак протеста против прихода к власти хунты «чёрных полковников». В 1969 и в 1971 годах находился под арестом. Затем в эмиграции.
После падения военного режима в 1974 года вступает в партию «Новая демократия».
В 1974—1977 гг. — генеральный секретарь Греческой Национальной Организации по Туризму (EOT).
В 1977—2007 годах — депутат национального парламента.
Являлся руководителем Общественно-политического отдела «Новой демократии», а также позже неоднократно руководителем партийных избирательных кампаний (в 1989, 1993 и 1996 гг.).
В 1980—1981 гг. — министр общественных работ.
В июле-октябре 1989 года — премьер-министр коалиционного правительства с левым объединением «Синаспизмос» (включающем КПГ) и одновременно министр иностранных дел и министр туризма Греции.
В 1989—1990 годах — министр обороны, министр туризма,
в 1990—1993 годах — заместитель премьер-министра в правительстве Константиноса Мицотакиса, одновременно в 1990—1991 гг. — министр культуры Греции.
Будучи министром культуры, поддерживал идею проведения Международных Дельфийских игр.
Скончался в Афинах в 2010 году.